# Gare de Kameido
La gare de Kameido (亀戸駅, Kameido-eki) est une gare ferroviaire de la ville de Tokyo au Japon. Elle est située dans l'arrondissement de Kōtō. La gare est desservie par les lignes des compagnies JR East et Tōbu.

## Situation ferroviaire
La gare de Kameido est située au point kilométrique (PK) 27,3 de la ligne Chūō-Sōbu. Elle marque la fin de la ligne Tōbu Kameido.

## Histoire
La gare a été inaugurée le 1er décembre 1894.

## Services aux voyageurs

### Accès et accueil
La gare dispose d'un bâtiment voyageurs, avec guichet, ouvert tous les jours.

### Desserte

#### JR East
- Ligne Chūō-Sōbu
  - voie 1 : direction Kinshichō, Shinjuku et Mitaka
  - voie 2 : direction Funabashi et Chiba

#### Tōbu
- Ligne Tōbu Kameido
  - voies 1 et 2 : direction Hikifune